# جائزة الأوسكار لأفضل مخرج
جائزة الأوسكار لأفضل مخرج سينمائي عبارة عن أحد الجوائز التي تمنحها أكاديمية الفنون والعلوم السينمائية التي تعتبر أكاديمية فخرية وليست أكاديمية تعليمية في كاليفورنيا في الولايات المتحدة ، هناك مخرجون معروفون في تاريخ السينما الذين لم ينالوا الجائزة ومن أشهرهم المخرج ألفربد هيتشكوك وفيما يلي قائمة بأسماء المخرجين والمخرجات الحائزين أو الحائزات على جائزة الأوسكار:
- بونغ جون هو عن فيلم طفيلي عام 2020
- ألفونسو كوارون عن فيلم روما عام 2019
- غيليرمو ديل تورو عن فيلم شكل الماء عام 2018
- داميان شيزيل عن فيلم لا لا لاند عام 2017
- أليخاندرو غونزاليز إيناريتو عن فيلم العائد عام 2016
- أليخاندرو غونزاليز إيناريتو عن فيلم الرجل الطائر عام 2015
- ألفونسو كوارون عن فيلم جاذبية عام 2014
- أنغ لي عن فيلم حياة باي عام 2013
- ميشيل هازنافيسيوس عن فيلم الفنان عام 2012
- توم هوبر عن فيلم خطاب الملك عام 2011
- كاثرين بيغلو عن فيلم خزانة الألم عام 2010
- داني بويل عن فيلم متشرد مليونير عام 2009
- جويل وإيثان كوين عن فيلم لا وطن للمسنين عام 2008
- مارتن سكورسيزي عن فيلم المغادرون عام 2007
- أنغ لي عن فيلم جبل بروكباك عام 2006
- كلينت أيستوود عن فيلم طفلة المليون دولار عام 2005
- بيتر جاكسون عن فيلم سيد الخواتم:عودة الملك عام 2004
- رومان بولانسكي عن فيلم عازف البيانو عام 2003
- رون هاوارد عن فيلم عقل جميل عام 2002
- ستيفن سودبيرج عن فيلم التهريب Traffic عام 2001
- سام مانديز عن فيلم الجمال الأمريكي عام 2000
- ستيفن سبيلبيرغ عن فيلم إنقاذ الجندي رايان عام 1999
- جيمس كاميرون عن فيلم تيتانك عام 1998
- أنثوني منجيلا عن فيلم المريض الإنكليزي عام 1997
- ميل غيبسون عن فيلم القلب الشجاع عام 1996
- روبرت زيمكس عن فيلم فورست جامب عام 1995
- ستيفن سبيلبيرغ عن فيلم قائمة شندلر عام 1994
- كلنت أيستوود عن فيلم غير المسامح عام 1992
- جوناثان ديمي عن فيلم صمت الحملان عام 1992
- كيفن كوستنر عن فيلم الرقص مع الذئاب عام 1991
- أوليفر ستون عن فيلم ولد في الرابع من يوليو عام 1990
- باري ليفنسون عن فيلم رجل المطر عام 1989
- بيرناردو بيرتلوشي عن فيلم الإمبراطور الأخير عام 1988
- أوليفر ستون عن فيلم فصيلة عام 1987

| السنة | المخرج            | الفيلم                 |
| ----- | ----------------- | ---------------------- |
| 1987  | أوليفر ستون       | فصيلة                  |
| 1988  | ليوناردو بيرتلوشي | الإمبراطور الأخير      |
| 1989  | باري ليفنسون      | رجل المطر              |
| 1990  | أوليفر ستون       | ولد في الرابع من يوليو |
| 1991  | كيفن كوستنر       | الرقص مع الذئاب        |
| 1992  | جوناثان ديمي      | صمت الحملان            |
| 1993  | كلينت إيستوود     | غير المسامح            |